# Pogonioefferia varipes
Pogonioefferia varipes là một loài ruồi trong họ Asilidae. Pogonioefferia varipes được Williston miêu tả năm 1885. Loài này phân bố ở vùng Tân Bắc giới.